# Lo spaziale
Lo spaziale (The Outposter) è un romanzo di fantascienza dello scrittore statunitense Gordon R. Dickson pubblicato in tre puntate da maggio a luglio del 1971 sulla rivista mensile Analog e l'anno successivo in edizione paperback.

## Trama
(Gordon R. Dickson, Lo spaziale)
La Terra è sovrappopolata e da anni sta cercando di diffondere le proprie colonie nello spazio e di renderle autonome. La vita sugli avamposti extraterrestri è dura e per garantirne il funzionamento i terrestri sono obbligati a emigrare su altri pianeti a seguito di sorteggi. Il governo degli avamposti è garantito dalla casta degli Spaziali, uomini addestrati a tale scopo. Come se non bastassero le rigide e proibitive condizioni di vita, le colonie devono cercare di coabitare lo spazio con i Meda V'Dan, un'antichissima razza aliena di cui non si conosce molto. Commerciano con gli avamposti terrestri quando costretti, ma il più delle volte preferiscono dedicarsi al saccheggio. L'inerzia della corrotta Flotta Spaziale, teoricamente votata alla difesa dei terrestri, lascia gli alieni liberi di agire a piacimento, avvantaggiati nella scorrerie, anche dalla loro subdola e ambigua politica.
Mark Ten Ross ancora infante è rimasto orfano: i suoi genitori, Chav e Lila sono stati uccisi dai Meda V'Dan durante un saccheggio dell'avamposto K quattordici sul pianeta Genera 6. Il bambino viene allevato da Brot Halliday, il comandante dell'avamposto, e poi inviato sulla Terra, come costume, per terminare la formazione. Appena diciottenne a Mark viene comunicato che l'avamposto K quattordici è stato nuovamente attaccato dagli alieni e che Brot è rimasto gravemente menomato. Mark rientra su Genera 6 per assumere il comando dell'avamposto e durante il viaggio, a bordo dell'astronave Wombat carica di terrestri precettati quali coloni, sceglie alcuni individui che potrebbero aiutarlo nel suo piano: liberarsi degli alieni, rendere autonome le colonie e realizzare la sua vendetta contro i Meda V'Dan. Sulla nave Mark conosce anche la giovane Ulla Showel, figlia dell'ammiraglio Jaseth, imbarcatasi come passeggera volontaria per aiutare l'amico Jarl Rakkal, anch'egli a bordo ma quale passeggero coatto. La ragazza convince Mark a scegliere l'amico Jarl come colono per l'avamposto K quattordici, convinta, a ragione, che tale scelta ne avrebbe favorito la sopravvivenza ai pericoli della vita sui pianeti extraterrestri. In cambio la ragazza intercede presso il padre ammiraglio che concede quattro vecchie astronavi da ricognizione della Flotta Spaziale all'avamposto, pur rifiutandosi di fornire ulteriori aiuti, armi o uomini per difendere i coloni dalle incursioni.
Mark, una volta giunto sul pianeta, assume il comando tra le iniziali diffidenze degli spaziali anziani. Dopo aver contrastato un tentativo di ammutinamento Mark inizia a ritagliarsi tra i locali la fiducia necessaria per portare a buon fine i suoi progetti. Grazie a ben organizzati piani, pur senza l'aiuto della madre Terra, riesce a respingere un attacco dei Meda V'Dan, a costringere gli alieni a scambiare armi in cambio di monili artistici autoprodotti sulle colonie e con le stesse armi preparare dei sofisticati piani di difesa. Il successo induce le colonie a confederarsi, passo iniziale per una futura secessione dalla Terra e costringe la Flotta Spaziale ad affidare altre astronavi al controllo delle colonie. Contemporaneamente Mark, grazie anche alla collaborazione dei vari coloni selezionati sulla Wombat, scelti appositamente per le loro competenze, studia la psicologia e la sociologia aliena. Sfruttando le loro debolezze Mark induce gli alieni ad attaccare alcune navi della Flotta Spaziale, rompendo così la pluriennale tregua tra le due fazioni, e fornendo alla neo costituita flotta coloniale il pretesto per attaccare il pianeta dei Meda V'Dan. L'attacco va oltre ogni rosea aspettativa: i Meda V'Dan, opportunisti e di indole nomade, rifuggono gli scontri diretti preferendo emigrare verso zone remote dell'universo lasciando quindi le colonie terrestri libere di espandersi nello spazio senza pericoli e di prosperare indisturbate.
Mark, tuttavia, è conscio che la Flotta Spaziale e la Terra non accetteranno mai la sua presenza a capo della federazione delle colonie e che, considerando la sua competenza e intraprendenza pericolosa per lo status quo, farebbero di tutto per eliminarlo, mettendo in pericolo la prosperità della federazione stessa. La scelta logica quindi consiste nel consegnarsi spontaneamente alle autorità terrestri per essere processato per l'attacco contro i Meda V'Dan, condotto senza il placet ufficiale della Terra. Ulla però, innamoratasi del ragazzo, con la collaborazione di altri amici, impedisce a Mark di costituirsi e dopo averlo nascosto, emigra con lui sotto falsa identità verso altre e più remote colonie per ricominciare una nuova vita insieme, presto raggiunti anche da Brot.

## Personaggi
Mark William Ten RossIl protagonista del romanzo, spaziale appena diciottenne ma con le idee ben chiare. Rimasto orfano a un mese e mezzo di età, a causa dell'uccisione dei suoi genitori sull'avamposto K quattordici del pianeta Genera 6. L'omicidio è stato perpetrato dagli alieni Meda V'Dan durante una scorreria. Mark viene adottato dal comandante dell'avamposto, Brot e poi inviato sulla Terra per completare la propria istruzione sotto la guida del saggio Wilkes Danielson. A diciotto anni Mark torna sul pianeta di origine intenzionato a chiudere il conto con gli extraterrestri colpevoli dell'infame delitto.
Brot HallidayCapo dell'avamposto K quattordici, padre adottivo di Mark dopo che i suoi genitori erano stati trucidati dagli alieni. A causa di un proditorio attacco dei Meda V'Dan rimane seriamente menomato e cede la direzione dell'avamposto a Mark, richiamato a tale scopo sul pianeta.
Jaseth ShowellAmmiraglio della corrotta Flotta Spaziale, aiuta l'avamposto di Mark fornendo navi da ricognizione solo per ottenere in cambio aiuto per il fidanzato della figlia, Jarl Rakkal, costretto a emigrare sulle colonie e scelto da Mark per il suo avamposto.
Ulla ShowelGiovane e viziata figlia dell'ammiraglio Jaseth, membro dell'aristocrazia terrestre. Decisa ad aiutare l'amico Jarl Rakkal, costretto da uno sfavorevole sorteggio a emigrare sulle colonie, convince Mark a assumere l'amico presso il proprio avamposto, posizione questa che ne avrebbe favorito la sopravvivenza. Con il passare del tempo il suo carattere maturerà e si scoprirà innamorata di Mark fuggendo con lui verso altre colonie.
Jarl RakkalGiovane figlio di banchieri, anch'egli con esperienza in campo economico e amministrativo. Amico di Ulla, costretto ad abbandonare la terra a seguito di uno sfavorevole sorteggio, viene ingaggiato da Mark sul proprio avamposto con l'incarico di trovare nuove forme di commercio con i Meda V'Dan.
Orag SpalGià sottufficiale della Flotta Stellare per ventitré anni, colpevole di furto e congedato, viene costretto a emigrare sulle colonie. Grazie alla sua esperienza bellica, viene scelto da Mark per lavorare nel suo avamposto.
Lily BetaughEx docente di filosofia a Belgrado. Costretta a emigrare sulle colonie, viene scelta da Mark per studiare i comportamenti dei misteriosi alieni Meda V'Dan.
Age HammerscholdAnziano falegname, assume l'incarico della direzione delle fabbriche dell'avamposto di Mark.
Maura VolsCostretta a emigrare verso le colonie, viene scelta da Mark per trasferirsi sull'avamposto K quattordici grazie alla sua familiarità con il calcolo astrofisico, dote questa indispensabile per l'impostazione delle rotte spaziali e per la conduzione delle astronavi in territorio Meda V'Dan.
Wilkes DanielsonAnziano istitutore terrestre di Mark. Ammalato di cancro alle ossa, decide comunque di raggiungere il giovane ex allievo sul pianeta Genera 6 per aiutarlo ad attuare i suoi piani di indipendenza delle colonie dalla Terra e di vendetta contro gli alieni.
Horace "Race" HubbleVice comandante dell'avamposto K quattordici.
Jarl RakkarSpaziale anziano sull'avamposto K quattordici, comandante in seconda dopo Hubble.
Stein ChamoySpaziale anziano sull'avamposto K quattordici. Si rifiuta di obbedire agli ordini del neofita Mark e dichiara di voler essere trasferito. Cerca invece di spodestare con la forza Mark e viene ucciso da questi durante il fallito tentativo.
Orval BelothenSpaziale trentenne, lavora già da anni nell'avamposto affidato a Mark.
Paul TrygveVentottenne, anch'egli spaziale con lunga esperienza sull'avamposto di Mark.

## Edizioni
- (EN) Gordon R. Dickson, The Outposter 1/3, in Analog Science Fact & Fiction, LXXXVII, n. 3, Condé Nast Publications, Inc., maggio 1971,  p. 24. URL consultato il 28 dicembre 2014.
- (EN) Gordon R. Dickson, The Outposter 2/3, in Analog Science Fact & Fiction, LXXXVII, n. 4, Condé Nast Publications, Inc., giugno 1971,  p. 122. URL consultato il 28 dicembre 2014.
- (EN) Gordon R. Dickson, The Outposter 3/3, in Analog Science Fact & Fiction, LXXXVII, n. 5, Condé Nast Publications, Inc., luglio 1971,  p. 102. URL consultato il 28 dicembre 2014.
- (EN) Gordon R. Dickson, The Outposter, 1ª ed., J. B. Lippincott, 1972, ISBN 0-397-00764-7.
- Gordon R. Dickson, Lo spaziale, traduzione di Bianca Russo, Collana Urania n.647, Mondadori, 1974,  p. 160.